# Sacra Famiglia Canigiani

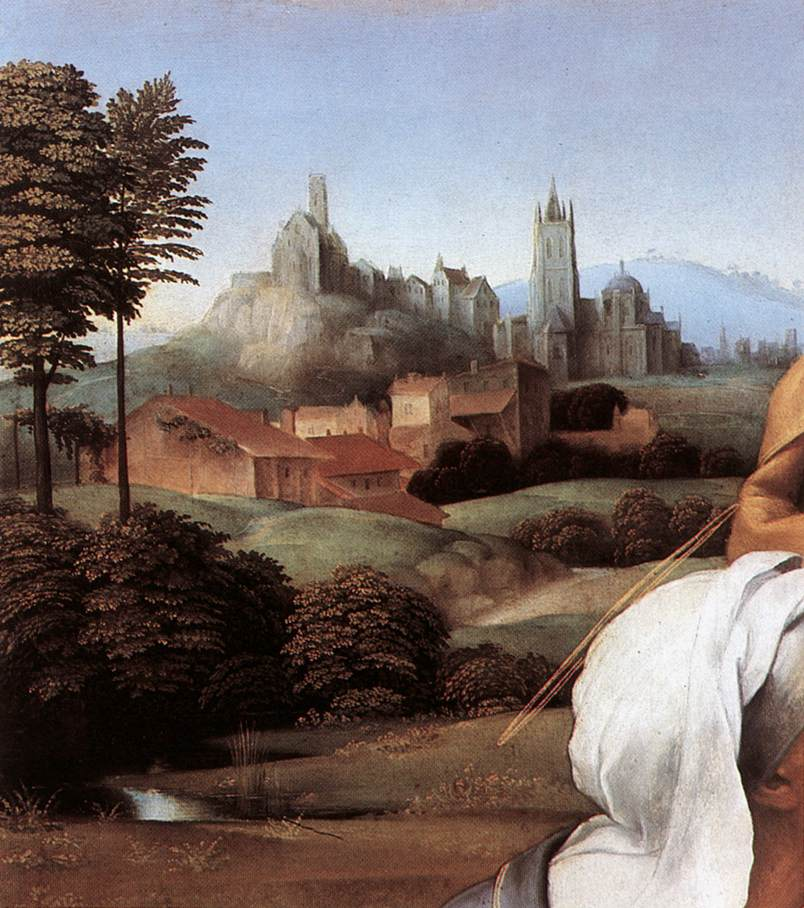
Dettaglio del paesaggio

La Sacra Famiglia Canigiani è un dipinto a olio su tavola (131x107 cm) di Raffaello Sanzio, databile al 1507 circa e conservato nell'Alte Pinakothek di Monaco. L'opera è firmata "RAPHAEL URBINAS" sulla scollatura della veste della Vergine.

## Storia
La tavola venne quasi certamente dipinta per il fiorentino Domenico Canigiani (presso i cui eredi la vide Giorgio Vasari), forse in occasione delle nozze con Lucrezia Frescobaldi, nel 1507. Passata in seguito nelle raccolte medicee, fu donata da Cosimo III a Giovanni Guglielmo del Palatinato in occasione delle nozze di questi con la figlia Anna Maria Luisa de' Medici. Andò così a decorare il palazzo di Düsseldorf e più tardi, nel 1801, venne trasferita a Monaco, per allontanarla dalle mire di Napoleone.
La datazione al 1507, o tutt'al più al 1508, si basa su dati stilistici, che legano l'opera agli ultimi anni del soggiorno fiorentino di Raffaello, come la Sacra Famiglia con l'agnello e la Deposizione Borghese.
Il restauratore François-Louis Collins, verso il 1755 nascose sotto ad un cielo azzurro i due gruppi incompiuti di angioletti in volo fra le nubi vicino agli angoli, in quanto mutilati da un precedente accorciamento della tavola, che in seguito abrase completamente per fare aderire meglio la ridipintura del cielo. Essi appaiono dopotutto in una copia antica dell'opera, nella galleria Corsini a Roma. Considerati non originali alla fine dell'Ottocento, gli angeli sono stati riscoperti nel 1982, quando in seguito a un meticoloso restauro se ne è certificata l'autografia.
Un'altra replica antica dell'opera si trova alla Galleria nazionale delle Marche a Urbino.

## Descrizione e stile
La composizione ha una forma piramidale ispirata alle opere di Leonardo da Vinci, con l'accento sulla plasticità delle figure e l'articolazione di esse nello spazio. Al vertice san Giuseppe, appoggiato al bastone, sorveglia serenamente la Madonna e sant'Elisabetta, sedute su un prato e con in grembo i rispettivi figli, Gesù e Giovanni Battista. Gambe e braccia di Maria ed Elisabetta, Gesù e Giovannino creano un movimento avvolgente, di memoria classica, armonizzato dalla figura di Giuseppe stante, che chiude il cerchio con un'organicità che è degna dell'architettura. La predominanza di Giuseppe è giustificata dall'incremento che il suo culto andava subendo nel XVI secolo; la sua figura richiama da vicino il san Giuseppe del Tondo Doni di Michelangelo. Raffaello aumentò il numero dei personaggi, ricercando nelle pose raffinate corrispondenze formali, con ritmi curvilinei che si annodano e si sciolgono continuamente, sia in superficie che in profondità.
L'impostazione semplice ma eloquente ricorda Fra Bartolomeo, all'insegna di una solennità composta che però il Sanzio addolcì con i gesti intimi e familiari dei personaggi. Sguardi e gesti infatti si intrecciano sapientemente, in un complesso studiatissimo ma dall'effetto estremamente semplice e naturale, con un tono sereno e pacato, ben diverso dalle inquietudini di Leonardo.
Il paesaggio che si perde in profondità ha caratteri veneti di compenetrazione atmosferica, così come rimanda a Giorgione la ricca tavolozza, dei toni brillanti.